# Eric Becklin
Eric E. Becklin (* 6. April 1940) ist ein US-amerikanischer Astrophysiker.
Becklin wurde am California Institute of Technology zum Ph.D. in Physik promoviert. Er war seit 1989 Professor für Physik und Astronomie an der University of California, Los Angeles (UCLA). Becklin ist Chefwissenschaftler und Director Designate des Stratospheric Observatory for Infrared Astronomy (SOFIA). Nach Gerry Neugebauer und ihm ist das Becklin-Neugebauer-Objekt (Becklin und Neugebauer 1968) benannt.
1975 wurde Becklin mit dem Newton-Lacy-Pierce-Preis für Astronomie ausgezeichnet. 2009 wurde er in die American Academy of Arts and Sciences gewählt. Für 2017 wurde ihm die Henry Norris Russell Lectureship zugesprochen.

## Schriften
- Becklin, E. E.; Neugebauer, G. (1968): Infrared Observations of the Galactic Center. Astrophysical Journal, vol. 151, p.145.